# Prionospio ehlersi
Prionospio ehlersi é uma espécie de anelídeo pertencente à família Spionidae. A autoridade científica da espécie é Fauvel, tendo sido descrita no ano de 1928. Trata-se de uma espécie presente no território português, incluindo a sua zona económica exclusiva.